# Paranthus chromatoderus
Paranthus chromatoderus is een zeeanemonensoort uit de familie Actinostolidae.
Paranthus chromatoderus is voor het eerst wetenschappelijk beschreven door Schmarda in 1852.